# In the Nursery

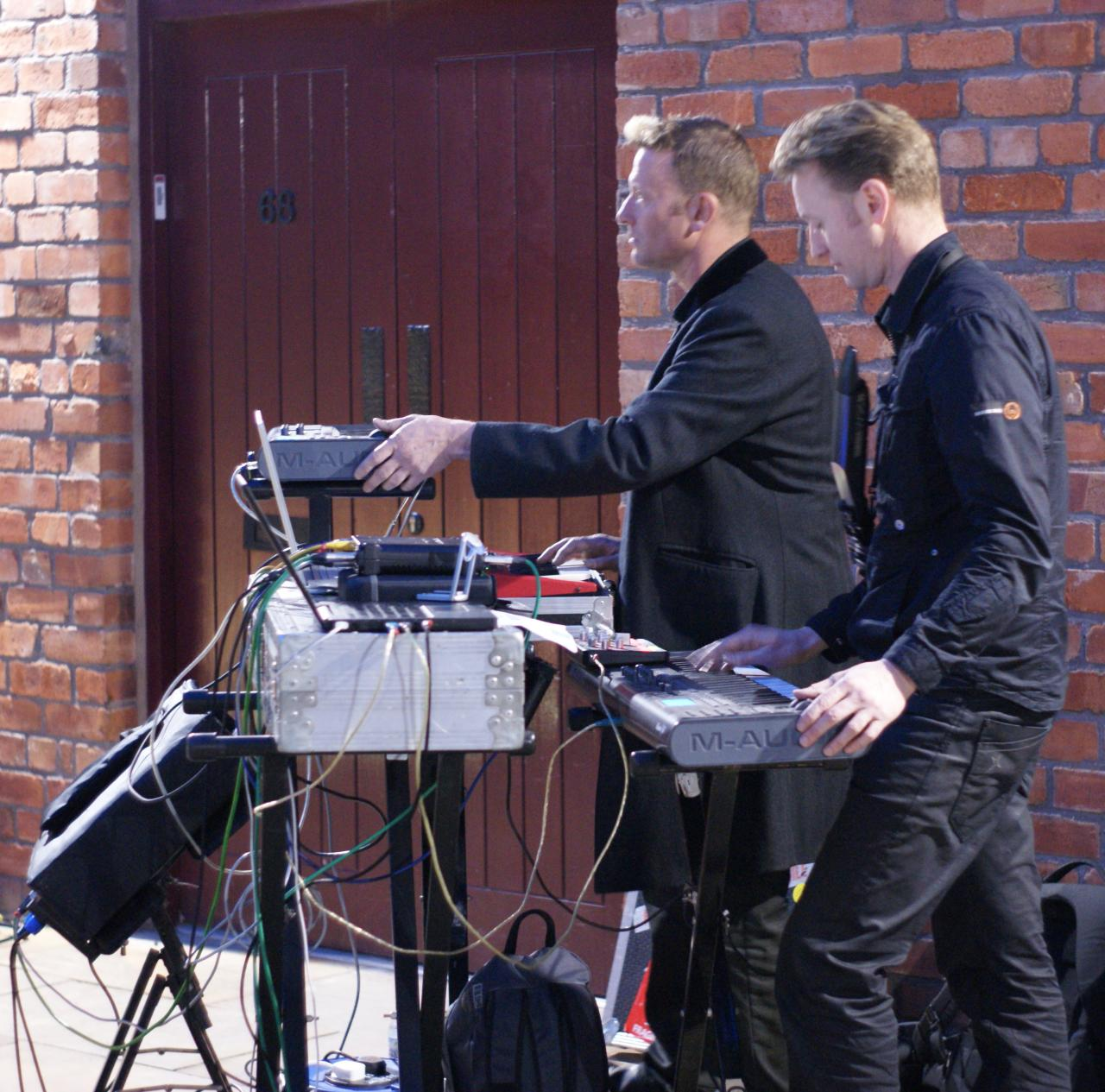
In the Nursery in 2009

In the Nursery (ITN) is een Britse band.
De band is opgericht in Sheffield in 1981, als de broers Klive en Nigel Humberstone gitarist Anthony Bennett ontmoeten. In de new wave-beweging maken zij eerst industriële muziek maar keren in de loop der tijd meer naar een soort neo-klassieke muziek. De muziek wordt daarbij steeds filmischer en dat leidt in de jaren negentig tot het schrijven van een aantal nieuwe soundtracks bij stomme films.
De bandjes uit het new wave-tijdperk beginnen meestal met het uitbrengen van singles, Compact cassettes of ep's. ITN blijft jarenlang in een klein circuit populair. Door van mond-tot-mond-reclame breidt het aantal fans zich uit, maar ITN blijft altijd een beetje aan de kant staan. Ze scoren geen hits of albums in welke Top dan ook.  Bennett vertrekt al snel en de gebroeders Humberstone gaan met hun tweeën verder, vaak bijgestaan door per muziekalbum opgeroepen musici. De zangeres Dolores Marguerite C is daarop een uitzondering; Vanaf 1987 werkt ze als zangeres mee aan veel albums, zonder een echt vast groepslid te zijn.  Ze zingt in allerlei talen, maar meestal zingt ze in het Frans. 
De albums worden uitgebracht door hun eigen label ITN Corporation.
Een afgeleide band van ITN is Les Jumeaux. Soortgelijke muziek wordt gemaakt door Karda Estra.

## Discografie

### Ep's en singles
- (1983): When Cherished Dreams Come True;
- Witness to a Scream
- Sonority
- Temper
- Trinity
- (1990):Sesudient
- (1994): Hallucinations

### Albums
- Prelude (met alle oude ep’s en singles)
- Twins
- Stormhorse (1987, soundtrack bij een denkbeeldige film)
- Köda (1988)
- L'Esprit (1990)
- Sense (1991)
- Duality (1992)
- Anatomy of a Poet (1994)
- Praha 1 (1994, live)
- Scatter (1995)
- Deco (1996)
- Lingua (1998)
- Groundloop (2000)
- Engel (2001)
- Cause and Effect (2002, remixen)
- Praxis (2003)
- Era (2007)
- Blind Sound (2011)
- The Calling (2013)
- 1961 (2017)

### Soundtracks
- An Ambush of Ghosts (1993, soundtrack)
- The Cabinet of Dr. Caligari (1996, soundtrack)
- Asphalt (1997, soundtrack)
- Man with a Movie Camera (1999, soundtrack)
- Hindle Wakes (2001, soundtrack)
- A Page of Madness (2004, soundtrack)
- Electric Edwardians (2005, soundtrack)
- The Passion of Joan of Arc (2008, soundtrack)
- The Fall of the House of Usher (2015, soundtrack)